# Luke Ishikawa Plowden
Luke Ishikawa Plowden (tiếng nhật: ルーク 石川 プラウデン, tiếng thái: ลุค อิชิกาว่า พลาวเดน, sinh ngày 13 tháng 9 năm 1995) là diễn viên, người mẫu, anh là người Mỹ gốc Nhật hiện đang hoạt động tại Thái Lan. Anh được biết đến với vai Ken trong phim Wolf và Jeff trong Wake Up Ladies: Very Complicated.

## Tiểu sử
Luke là người lai Mỹ-Nhật, bố anh là người Mỹ, mẹ anh là người Nhật, anh có một chị gái.
Anh sinh ra và lớn lên tại Hoa Kỳ. Anh học tại trường trung học State College Area High School và tốt nghiệp cử nhân Đại học George Washington chuyên ngành Thống kê toán học vào năm 2017, đồng thời thông thạo ngôn ngữ lập trình R, ngôn ngữ SAS và Stata, kinh nghiệm cơ bản về ngôn ngữ C và SQL.

Sau khi tốt nghiệp, anh được công ty người mẫu Thái Lan "Area Management" chiêu mộ và làm việc tại Băng Cốc.

Năm 2019, anh bắt đầu theo đuổi sự nghiệp diễn xuất và gia nhập công ty GMMTV.

## Danh sách phim

### Phim truyền hình
| Năm  | Tên Phim                         | Vai trò                 | Chú thích | Tham khảo |
| ---- | -------------------------------- | ----------------------- | --------- | --------- |
| 2019 | Wolf                             | Ken                     | Vai phụ   |           |
| 2020 | Wake Up Ladies: Very Complicated | Jeff                    | Vai phụ   | [ 3 ]     |
| 2021 | Nabi, My Stepdarling             | Pongpop                 | Vai phụ   |           |
| 2021 | Oh My Boss                       | Akitsuki Koji           | Vai chính |           |
| 2021 | F4 Thailand: Boys Over Flowers   | Dominique Shun          | Khách mời |           |
| 2022 | Drag, I Love You                 | Prabsuek                | Vai chính |           |
| 2022 | My Dear Donovan                  | Donovan McDaniel / Dino | Vai chính | [ 4 ]     |
| 2022 | The Three GentleBros             | Itchaya Prapavisanu     | Vai chính | [ 5 ]     |
| 2023 | The Jungle                       | Nathee                  | Vai chính | [ 6 ]     |
| 2023 | Faceless Love                    | Chanon                  | Vai chính |           |

### Điện ảnh
| Năm  | Tiêu đề    | Vai trò   | Tham khảo   |
| ---- | ---------- | --------- | ----------- |
| 2021 | Undefeated | Vai chính | [ 7 ] [ 8 ] |

## TV Show
| Năm  | Tiêu đề                                          | Vai trò    | Ghi chú                                | Tham khảo |
| ---- | ------------------------------------------------ | ---------- | -------------------------------------- | --------- |
| 2017 | Wrong Say Do                                     | Khách mời  |                                        |           |
| 2018 | School Rangers                                   | Khách mời  | Tập 171-172, 216-217, 231-232, 238-239 |           |
| 2019 | Arm Share                                        | Khách mời  | Tập 27, 106, 113                       | [ 9 ]     |
| 2020 | Talk with Toey                                   | Khách mời  | Tập 58                                 | [ 10 ]    |
| 2020 | SosatSeoulsay                                    | Khách mời  | Tập 47                                 | [ 11 ]    |
| 2020 | Play Zone                                        | Khách mời  | Tập 2, Cooking Club                    |           |
| 2020 | Fun Day                                          | Khách mời  | Tập 4                                  |           |
| 2020 | GoyNattyDream - Would You Love Us If We Love You | Khách mời  | Tập 51                                 |           |
| 2020 | Swap, Swop, Swap!!!                              | Khách mời  | Tập 4                                  |           |
| 2020 | The Wall Song                                    | Khách mời  | Tập 95                                 |           |
| 2021 | Live At Lunch Season 2                           | Khách mời  | Tập 14                                 |           |
| 2021 | Safe House                                       | Thành viên |                                        |           |
| 2022 | Super Match                                      | Khách mời  | Tập 11                                 |           |
| 2022 | Once Upon a Time with Tay Tawan by Lactasoy      | Khách mời  | Tập 3                                  |           |
| 2022 | 10 Fight 10 Season 3                             | Khách mời  | Tập 3                                  |           |
| 2023 | Funday Season 8                                  | Khách mời  | Tập 23                                 |           |

## Âm nhạc

### Bài hát
| Năm  | Tên bài hát                                            | Đài         | Ghi chú            | Nguồn |
| ---- | ------------------------------------------------------ | ----------- | ------------------ | ----- |
| 2021 | เพิ่งเข้าใจ (cùng Worranit Thawornwong) (Ost. Oh My Boss) | RISER MUSIC | Nhạc phim, Covered |       |
| 2022 | So Hot (Ost. My Dear Donovan)                          | RISER MUSIC | Nhạc phim          |       |
| 2022 | If I Can't Have You                                    | RISER MUSIC | Covered            |       |
| 2023 | Beast Inside (Ost.The Jungle)                          | RISER MUSIC | Nhạc phim          |       |
| 2023 | รักเธอจนมากพอ (Can’t have you) (Ost.The Jungle)         | RISER MUSIC | Nhạc phim          |       |

### Video ca nhạc
| Năm  | Bài hát                                                        | Ca sĩ        | Tham khảo     |
| ---- | -------------------------------------------------------------- | ------------ | ------------- |
| 2017 | Eli Lev                                                        | Go Down      | [ 12 ]        |
| 2019 | ความจริงแค่ในเมื่อวาน（Khwamching Khae Nai Muea Wan）              | Ton Thanasit | [ 13 ]        |
| 2019 | ดาวกะพริบ (SPARK)                                               | SOMKIAT      | [ 14 ] [ 15 ] |
| 2020 | ชักช้า(เอิงเอย): Loading Love                                     | SISSY        | [ 16 ]        |
| 2020 | ให้ความลับมันตายไปกับตัวฉัน（Hai Kwam Lub Mun Tai Pai Gub Tua Chan） | KLEAR        | [ 17 ]        |